# Poimenovanje astronomskih teles
Poimenovanje astronomskih teles poteka pod nadzorom Mednarodne astronomske zveze (International Astronomical Union – IAU), ki jo kot krovno telo na tem področju priznavajo skoraj vsi astronomi na svetu. 
Način imenovanja je odvisen od vrste nebesnega telesa.

## Imena zvezd
Zvezde v splošnem nimajo svojih imen, razen nekaterih, ki so nastala v preteklosti. Vsa ta imena, razen nekaterih izjem, imajo izvor v arabskem jeziku (kar kaže na velik vpliv Arabcev na astronomijo v zgodnjem srednjem veku).
S prostim očesom se na jasnem nočnem nebu vidi samo nekaj tisoč zvezd. Le toliko bi jih lahko v starih civilizacijah tudi poimenovali. V resnici ima imena samo od 300 do 350 zvezd. To so najsvetlejše zvezde, ki predstavljajo najbolj značilne predele ozvezdij. Imen zvezd je precej več od zvezd, ki so nosilke imena. Na primer zvezda Severnica ima v vsaki kulturi svoje ime.
Z uporabo sodobnih daljnogledov se je število znanih zvezd zelo povečalo. Običajno so vnešene v zvezdne kataloge. Stari katalogi so označevali zvezde samo z oznako ozvezdja in grško črko. Takšno poimonovanje je uvedel Bayer v svoji Uranometrii iz leta 1603.
Sodobni zvezdni katalogi se izdelujejo s pomočjo računalnikov. Primer je katalog Sloan Digital Sky Survey, ki vsebuje 998 milijonov astronomskih teles. Telesom se običajno zelo natančno določi lega na nebu. Iz položaja se tvori oznaka telesa. Primer: SDSSp J153259.96-003944.1, kjer oznaka SDSSp določa katalog, ostalo pa so koordinate položaja.

## Imena supernov
Ime supernove je sestavljeno iz oznake SN, ki mu sledi leto odkritja, nato pa sledi eno ali dvočrkovna oznaka. Prvih 26 odkritih supernov v letu ima oznake od A do Z. Oznake se nadaljujejo z majhnimi črkami aa, ab, itd. Astronomi najdejo nekaj sto supernov na leto (v letu 2005 so jih odkrili 367, v letu 2006 pa 551). Zadnja supernova, ki je bila odkrita v letu 2006, ima oznako SN 2006ue (po vrsti je bila to 551. supernova odkrita v letu 2006).
Za zgodovinsko znane supernove se uporablja samo oznaka leta, ko so jo opazili (SN 1006, SN 1054, SN 1572 (de Brahejeva supernova), SN 1604 (Keplerjeva zvezda)). Označevanje s črkami se je pričelo leta 1885, čeprav so tega leta odkrili samo eno supernovo (SN 1885A).
Oznaka 'SN' ni obvezna pri uporabi označevanja supernov (lahko se tudi izpusti).

## Imena galaksij
Podobno kot zvezde tudi večina galaksij nima svojega imena, razen izjem, kot so Andromedina galaksija, Vrtinec in še nekatere. Večina jih je označenih le s kataloško številko. V Vesolju je verjetno okoli 100 milijard (1011) galaksij. Tudi galaksija, v kateri je Osončje, načeloma nima imena, največ pa se uporabljata imeni »Rimska« ali »Mlečna cesta«, kar je po nekaterih virih dejansko le del enega njenega spiralnega rokava, vidnega na jasnem nočnem nebu.
V 19. stoletju narave galaksij skoraj niso razumeli, zato so starejši katalogi, kot je na primer Messierov katalog, navajali skupaj razsute kopice, kroglaste kopice, meglice, planetarne meglice in galaksije; vsega skupaj 110 nebesnih teles. Andromedina galaksija ima kot Messierovo telo oznako 31, oziroma M31; galaksija Vrtinec je M51a. Novi splošni katalog (NGC) (Dreyer, 1888) je bil mnogo obsežnejši in je vseboval skoraj 8000 teles. Galaksije pa še vedno niso bile katalogizirane samostojno.

## Imena planetov
Najsvetlejši planeti na nebu imajo svoja imena že iz davnine. Danes se uporabljajo imena, ki so jim jih dali že Rimljani: Merkur, Venera, Mars, Jupiter in Saturn. Nazadnje odkrita planeta sta bila: Uran (odkril ga je leta 1781 William Herschel) in Neptun (odkril ga je leta 1846 Johann Gottfried Galle). Ko je William Herschel odkril Uran, ga je najprej imenoval Georgium Sidus (Jurijeva zvezda, Georgova zvezda). Francoski astronomi so ga pa imenovali Herschel. Ime Uran se je začelo uporabljati šele okoli leta 1850. Vsi ti planeti imajo imena iz grške in rimske mitologije. V letu 1801 so med Marsom in Jupitrom odkrili asteroide, ki so jih imenovali planetoidi, in so jih prištevali med planete. Ko pa so ugotovili, da jih je zelo veliko, je postal ta način uvrščanja neprimeren. Plutona so od odkritja leta 1830 do leta 2006 prištevali med planete. Tega leta je Mednarodna astronomska zveza postavila novo definicijo planeta. V skladu s to definicijo Pluton ni več planet, ampak pripada novemu razredu nebesnih teles, ki jih imenujemo pritlikavi planeti. Na večjih razdaljah od Sonca so odkrili še več teles, ki so jih uvrstili v to skupino.

## Naravni sateliti
Telo za imenovanje naravnih satelitov deluje v okviru Menarodne astronomske zveze kot Delovna skupina za planetarno nomenklaturo (Working Group for Planetary System Nomenclature ali WGPSN). Ime naravnega satelita običajno izbere odkritelj. Mnogo satelitov zelo dolgo ni dobilo stalnega, oziroma uradnega imena. Takšen primer je Titan. Odkrit je bil leta 1655, ime pa je dobil šele leta 1847. Preden je Mednarodna astronomska zveza prevzela imenovanje naravnih satelitov, jih je bilo samo 25 imenovanih in v splošni uporabi. Pozneje so bila dana imena 43 satelitom Jupitra, 38 Saturna, 22 Urana, 11 Neptuna, 3 Plutona in enemu satelitu Eride. Ko je satelit odkrit, naprej dobi začasno oznako, ki ima na primer obliko S/2000 J 11 (kar pomeni enajsti odkriti satelit Jupitra, odkrit v letu 2000). Oznaka S pomeni naravni satelit (da se razlikuje od oznak D/, C/ ali P/ za komete, oznaka R se uporablja za prstane). Črka, ki sledi letnici, je oznaka planeta:
- - H = Merkur (Hermes)
  - V = Venera
  - E = Zemlja
  - M = Mars
  - J = Jupiter
  - S = Saturn
  - U = Uran
  - N = Neptune
  - P = Pluton

Ko je potrjen obstoj novega satelita in je natačno določena njegova tirnica, se določi stalno ime, ki zamenja začasno oznako.
Nove tehnologije omogočajo odkrivanje vedno manjših naravnih satelitov (sedaj vse do velikosti samo 1 km). Verjetno se bo v prihodnosti prenehalo z imenovanjem manjših satelitov. Že sedaj je morala Mednarodna astronomska zveza razširiti področje dovoljenih imen. Za satelite Jupitra so se nekoč uporabljala imena Zevsovih ljubic, sedaj pa je dovoljeno uporabljati tudi imena njegovih potomcev. Za satelite Saturna se je doslej lahko uporabljalo samo imena Titanov, njihovih potomcev in velikanov. Sedaj pa je dovoljeno uporabljati tudi imena velikanov in pošasti iz drugih mitologij (galska, eskimska in nordijska) 

## Asteroidi
Asteroid (ali planetoid) ob odkritju dobi začasno ime po pravilih, ki jih določa dogovor o začasnem imenovanju nebesnih teles (primer: 2002 AT4). Ko je tirnica natančno določena, dobi asteroid tudi zaporedno številko. Zaporedne številke določajo samo zaporedje odkritij, ne določa pa nobenih drugih lastnosti nebesnega telesa. Zaporedna številka v nekaterih primerih ne odraža dejanskega zaporedja odkrivanja, ker včasih asteroid 'izgubijo', in lahko šele pozneje (po ponovnem 'odkritju') natančno določijo parametre njegove tirnice. 
Pozneje lahko asteroid dobi tudi svoje ime. Ime lahko v 10 letih predlaga odkritelj. Potrditi ga mora Mednarodna astronomska zveza. Ime postane uradno, ko je objavljeno v posebni okrožnici Središča za planetoide (Minor Planet Center Cirkular). Če v 10 letih odkritelj ne predlaga imana, imajo pravico do predloga tudi drugi, ki so sodelovali pri odkritju ali raziskovanju asteroida.
Ker sodobne tehnike omogočajo odkrivanje velikega števila novih asteroidov, jih večina ostane brez imena. Takšne asteroide označujemo z zaporedno številko in začasno oznako (primer: (29075) 1950 DA). Ime asteroida po potrditvi predlaganega imena postane sestavljeno iz njegove zaporedne številke in imena (npr. 433 Eros ). Številko lahko pišemo z oklepaji (primer: (433) Eros) ali brez njih (433 Eros). Uporabljamo lahko tudi samo ime brez zaporedne številke. Veliko asteroidov ostane brez imena in se zanje uporablja zaporedna številka in začasna oznaka [primer: (29075) 1950 DA]. 
V redkih primerih asteroid (če je nekaj posebnega) dobi ime, preden se mu dodeli zaporedna številka. Takšen primer je 90377 Sedna, ki je imela začasno ime 2003 VB12, in tudi ime Sedna preden je dobila zaporedno številko 90377.
Dodeljevanje zaporednih številk asteroidom predstavlja poseben problem, ker je njihovo število iz petmestne številke že prišlo v področje šestmestnih številk. V bazah podatkov o asteroidih so morali razširiti dolžino polja na šest mest (podoben problem je bil na prehodu v leto 2000 z datumi). Nekateri so ta problem rešili tako, da so prvi dve številki na levi strani nadomestili s črkovno oznako A=10, B=11,…, Z=35, a=36,…, z=61. Tako postane številka 120437 enaka C0437.
Pravila za dodeljevanje imen je predpisala Mednarodna astronomska zveza. Po teh pravilih se mora uporabljati imena, ki se dajo izgovarjati. Priporoča se uporaba imen z eno besedo (čeprav dopuščajo izjeme). Od leta 1982 je dolžina imena omejena na 16 znakov (vključno s presledki). Dovoljena so tudi naglasna znamenja (primer: 4090 Říšehvězd). Imena vojaških in političnih osebnosti niso primerna dokler niso mrtvi 100 let. Prav tako se ne uporabljajo imena podjetij ali izdelkov ali drugih imen, ki bi dali vtis reklamiranja.
Za imenovanja nekaterih skupin asteroidov veljajo naslednja pravila:
- Trojanski asteroidi (ki so v resonanci 1:1 z Jupitrom) se imenujejo po herojih iz trojanske vojne. Asteroidi v Lagrangeevi točki L4 se imenujejo po grških vojščakih (primer: 588 Ajshil, asteroidi v točki L5 pa po trojanskih (primer: 884 Priam).
- asteroide, ki jih prištevamo med Kentavre imenujemo po Kentavrih iz grške mitologije (primer: 2060 Hiron)
- asteroidi, ki prečkajo ali se približajo Neptunovi tirnici, in so v stabilni resonanci 1 : 1 z njim, dobijo imena iz podzemlja (primer: 90482 Ork.
- asteroidi zunaj Neptunove tirnice, ki imajo stabilno tirnico, dobijo ime, ki je povezano z ustvarjanjem (primer: 50000 Kvaoar)
- asteroidi, ki prečkajo Zemljino tirnico, dobijo mitološka imena (primer: 1862 Apolon)

## Planeti zunajsončevih sistemov
Mednarodna astronomska zveza še ni predpisala načina poimenovanja planetov, ki krožijo okoli drugih zvezd. Pripravlja pa sistem, ki bi omogočal enolično identifikacijo tudi teh planetov. Sistem bo moral upoštevati, da se večkrat zgodi, da prvotno objavo novega satelita pozneje prekličejo.